# 마쓰마에 미치히로
마쓰마에 미치히로(일본어: 松前道廣, 1754년 2월 8일 ~ 1832년 7월 17일)는 마쓰마에번의 8대 번주이다.
마쓰마에번의 7대 번주 마쓰마에 스케히로(松前資廣)의 맏아들로 태어났다. 1765년, 아버지가 사망하자 그 뒤를 이어 번주의 자리에 올랐다. 종5위하 미마사카노카미(美作守), 그리고 시마노카미(志摩守)에 서임된 바 있다. 1792년, 번주 자리에서 물러나 은거하였고, 1832년에 사망하였다.
측실인 히라타(平田) 씨와의 사이에서 낳은 장남 아키히로(章廣)가 가독을 상속받았다. 정실은 가잔인 도키마사(花山院常雅)의 딸 다카히메(敬姫)였다.
| 전임 마쓰마에 스케히로 | 제8대 마쓰마에번 번주 1765년 ~ 1792년 | 후임 마쓰마에 아키히로 |